# Lesley Nicol
Lesley Nicol, född 7 augusti 1953 i Manchester, är en brittisk skådespelare. Nicol är bland annat känd för rollen som Beryl Patmore i Downton Abbey.

## Filmografi i urval
- 1986 – Svarte Orm (TV-serie)
- 1988 – Narnia: Häxan och lejonet (TV-serie)
- 1990 – Silvertronen (TV-serie)
- 1991–2008 – The Bill (TV-serie)
- 1994–2005 – Casualty (TV-serie)
- 1994–2008 – Tillbaka till Aidensfield (TV-serie)
- 1999 – East Is East
- 1999–2000 – Ett fall för Frost (TV-serie)
- 2002–2010 – Holby City (TV-serie)
- 2005 – Agatha Christie's Marple (TV-serie) ("A Murder Is Announced")
- 2015 – Supernatural (TV-serie)
- 2010–2015 – Downton Abbey (TV-serie)
- 2016 – The Odd Couple (TV-serie)
- 2016 – Ghostbusters
- 2019 – Beecham House (TV-serie)
- 2019 – Downton Abbey